# أبو الفرارات
أبو الفرارات مهنة قديمة بسيطة في محال ومناطق بغداد القديمة يقوم بها هذا الشخص بصناعة الفرارات الورقية (مراوح ورقية) للأطفال حيث يدور في الحواري المحال والأزقة ليبيع هذه الفرارات لأولاد وأطفال المحلة لقاء مبلغ قليل أو لقاء كمية من الصمون أو الخبز اليابس.
يأخذ بائع الفرارات النقود الذي جمعها ليشتري بها بعض الورق والدبابيس والعيدان الخشبية ليدير بها مهنته ويصرف منها على عياله ونفسه.
أما الخبز والصمون اليابس فيبيعه للحلوانيه صانعي الزلابيا الشهية الرخيصة ليدق هذا الخبز والصمون وليخلط مع الطحين الذي تصنع منه الزلابيا.

## في المسرح
- ممتاز سعيد بدور المنادي وبائع الفرارات.في مسرحية «بغداد الأزل بين الجد والهزل».[3]